# Партия гражданского действия (Коста-Рика)
Партия гражданского действия, или Гражданское действие (исп. Partido Acción Ciudadana; PAC) — левоцентристская политическая партия в Коста-Рике, основанная в 2000 году. Платформа партии основана на поощрении участия граждан в политике. Одним из её руководящих идеалов является борьба с коррупцией, так как партия считает, что коррупция — одна из основных причин, мешающих развитию и приводящих к апатии избирателей.

## История
Партия гражданского действия была основана в декабре 2000 года несколькими выходцами из двух традиционных партий Коста-Рики, Партии национального освобождения и Партии социал-христианского единства. Первоначально основанная как антикоррупционная, партия взбудоражила политическую жизнь Коста-Рики прирывом на всеобщих выборах 2002 года. На президентских выборах основатель партии и кандидат Оттон Солис смог получить 26 % голосов — беспрецедентное количество голосов для третьей партии в Коста-Рике — и вышел во второй тур выборов. На парламенстких выборах партия получила 21,9 % голосов избирателей и 14 из 57 мест в Законодательном собрании, что сделало её третьей по силе политической силой в законодательном органе. Однако несколько месяцев спустя, после серии внутренних споров, шесть из 14 депутатов партии вышли из партии, в результате чего у ПКК осталось только восемь мест.
На парламентских выборах 2006 года партия вновь добилась успеха, получив 17 из 57 мест. На президентских выборах Оттон Солис снова баллотировался, проиграв Оскару Ариасу Санчесу из Партии национального освобождения менее чем 2 %. Ариас получил всего на несколько тысяч голосов выше 40%-порога, необходимого для того, чтобы избежать второго тура. Количество испорченных бюллетеней было больше, чем разница между Солисом и Ариасом.
После выборов 2006 года Оттон Солис на год ушёл из политики, чтобы преподавать в США. Имя бывшего генерального секретаря Партии национального освобождения Луиса Гильермо Солиса стало распространяться на неформальных совещаниях руководства партии, возглавляемого бывшим заместителем Альберто Саломе. Несколько должностных лиц хотели, чтобы Луис Гильермо Солис баллотировался в качестве кандидата в вице-президенты в 2010 году.
Луис Гильермо Солис присоединился к партии в 2009 году в преддверии выборов 2014 г. В 2013 году Партия гражданского действия провела свой второй национальный съезд. Это был открытый съезд, на котором мог голосовать любой гражданин, независимо от партийной принадлежности. Четыре кандидата боролись на праймериз, чтобы представлять партию на национальных выборах 2014 года. Луис Гильермо Солис получил 35 % голосов. В результате победив на всеобщих выборах 2014 года Луис Гильермо Солис стал президентом Коста-Рики. На парламентских выборах партия получила 13 мест в Законодательном собрании.
На третьем национальном съезде партии были проведёны праймериз между двумя бывшими министрами: министром экономики Велмером Рамосом и министром труда Карлосом Альварадо. Рамос был экономистом, более социально консервативным, в то время как Альварадо был писателем и политологом, гораздо более социально либеральным и молодым, близким к фракции «прогрессистов». Альварадо выиграл первичные выборы, став кандидатом от партии на выборах 2018 года.
Несмотря на снижение популярности Партии гражданского действия из-за скандала с Cementazo, повлиявшего на имидж правительства Луиса Гильермо Солиса, прогрессивные позиции Карлоса Альварадо вывели его во второй тур в качестве контрреакции избирателей после появления ультраконсервативного кандидата Фабрисио Альварадо. Карлос Альварадо выиграл с большим отрывом во втором туре, набрав 60 % голосов.

## Участие в выборах

### Президентские выборы
| Выборы | Кандидат                | 1-й тур | 1-й тур | 1-й тур | 1-й тур   | 2-й тур   | 2-й тур | 2-й тур | 2-й тур   |
| Выборы | Кандидат                | Голосов | %       | Место   | Результат | Голосов   | %       | Место   | Результат |
| ------ | ----------------------- | ------- | ------- | ------- | --------- | --------- | ------- | ------- | --------- |
| 2002   | Оттон Солис             | 400 681 | 26,2 %  | ▲ 3     | Поражение |           |         |         |           |
| 2006   | Оттон Солис             | 646 382 | 39,8 %  | ▲ 2     | Поражение |           |         |         |           |
| 2010   | Оттон Солис             | 464 454 | 25,2 %  | ▼ 2     | Поражение |           |         |         |           |
| 2014   | Луис Гильермо Солис     | 629 866 | 30,6 %  | ▲ 1     | -         | 1 314 327 | 77,8 %  | 1       | Победа    |
| 2018   | Карлос Альварадо Кесада | 466 129 | 21,6 %  | ▼ 2     | -         | 1 281 292 | 60,8 %  | 1       | Победа    |

### Парламентские выборы
| Выборы | Лидер                   | Голосов | %     | Мест     | +/- | Место | Положение     |
| ------ | ----------------------- | ------- | ----- | -------- | --- | ----- | ------------- |
| 2002   | Оттон Солис             | 334 162 | 22,0% | 14 из 57 | New | 3     | Оппозиция     |
| 2006   | Оттон Солис             | 409 030 | 25,3% | 17 из 57 | ▲ 3 | ▲ 2   | Оппозиция     |
| 2010   | Оттон Солис             | 334 636 | 17,6% | 11 из 57 | ▼ 6 | ▬ 2   | Оппозиция     |
| 2014   | Луис Гильермо Солис     | 480 969 | 23,4% | 13 из 57 | ▲ 2 | ▬ 2   | Правительство |
| 2018   | Карлос Альварадо Кесада | 347 703 | 16,3% | 10 из 57 | ▼ 3 | ▼ 3   | Правительство |